# Gare de Taishō (Osaka)
La gare de Taishō (大正駅, Taishō-eki) est une gare ferroviaire de la ville d'Osaka au Japon. Elle est située dans l'arrondissement de Taishō. La gare est gérée par la JR West et le métro d'Osaka.

## Situation ferroviaire
La gare de Taishō est située au point kilométrique (PK) 7,0 de la ligne circulaire d'Osaka. Elle marque le début de la ligne Nagahori Tsurumi-ryokuchi.

## Histoire
La gare est inaugurée le 25 avril 1961. Le métro dessert la gare depuis le 29 août 1997.

## Services aux voyageurs

### Accès et accueil
La gare dispose d'un bâtiment voyageurs, avec guichet, ouvert tous les jours.

### Desserte

#### JR West
- Ligne circulaire d'Osaka :
  - voie 1 : direction Shin-Imamiya et Tennōji
  - voie 2 : direction Nishikujō et Osaka

#### Métro d'Osaka
- Ligne Nagahori Tsurumi-ryokuchi :
  - voie 1 : direction Kadoma-minami
  - voie 2 : terminus

## Dans les environs
- Osaka Dome